# Тополі (станція)
Тополі — проміжна прикордонна залізнична станція Куп'янської дирекції Південної залізниці на двоколійній електрифікованій змінним струмом лінії Куп'янськ — Валуйки між станціями Дворічна та Уразово. Розташована в однойменному селищі Куп'янського району Харківської області. 

## Пасажирське сполучення
Станція є кінцевою для приміських поїздів, що прямують до станції Куп'янськ-Вузловий.
Станом на лютий 2024 року станція перебуває під тимчасовою російської окупацією, отже приміські та пасажирські перевезення тимчасово не здійснюються.